# بي أو. ديفيس
بي أو. ديفيس (بالإنجليزية: P. O. Davis)‏ هو مدرس أمريكي، ولد في 15 أغسطس 1890 في آثنز في الولايات المتحدة، وتوفي في 1973.